# Fagraea gardenioides
Fagraea gardenioides är en gentianaväxtart. Fagraea gardenioides ingår i släktet Fagraea och familjen gentianaväxter.

## Underarter
Arten delas in i följande underarter:
- F. g. borneensis
- F. g. gardenioides